# Casas de Millán
Casas de Millán is een dorp en gemeente in de Spaanse provincie Cáceres in de regio Extremadura. Casas de Millán heeft 634 inwoners (1 januari 2016).

## Burgemeester
De burgemeester van Casas de Millán is Mario Cerro Fernández.

## Geografie
Casas de Millán heeft een oppervlakte van 153 km² en grenst aan de gemeenten Cañaveral, Hinojal, Mirabel, Monroy, Talaván en Serradilla.

## Demografische ontwikkeling
Bron: INE, 1857-2011: volkstellingen